# Élections sénatoriales de 2008 à Saint-Barthélemy
L'élection sénatoriale à Saint-Barthélemy a lieu le 21 septembre 2008. Elle a pour but d'élire le sénateur représentant la collectivité au Sénat pour un mandat de six années.

## Présentation des candidats et des suppléants
Le représentant est élu pour une législature de 6 ans au suffrage universel indirect par les 20 grands électeurs de la collectivité. À Saint-Barthélemy, le sénateur est élu au scrutin majoritaire à deux tours. Compte tenu des évolutions démographiques, leur nombre change en 2008, passant d'1 à 2 sénateurs. Il y a 1 candidat dans la collectivité, avec son suppléant.
| T/S | Candidats | Candidats     | Parti | Principale fonction                   |
| --- | --------- | ------------- | ----- | ------------------------------------- |
| T   |           | Michel Magras | UMP   | Vice-président du conseil territorial |
| S   |           | Yves Greaux   | UMP   | Conseiller territorial                |

## Résultats
|                | Michel Magras  | UMP            | 18 | 100,00 |  |  |
|                |                |                |    |        |  |  |
| Inscrits       | Inscrits       | Inscrits       | 20 | 100,00 |  |  |
| Abstentions    | Abstentions    | Abstentions    | 0  | 0,00   |  |  |
| Votants        | Votants        | Votants        | 20 | 100,00 |  |  |
| Blancs et nuls | Blancs et nuls | Blancs et nuls | 2  | 10,00  |  |  |
| Exprimés       | Exprimés       | Exprimés       | 18 | 90,00  |  |  |